# Сборная Эстонии по теннису в Кубке Билли Джин Кинг
Сборная Эстонии в Кубке Федерации (эст. Eesti Fed Cupi koondis) — национальная женская сборная команда, представляющая Эстонию в Кубке Федерации — основном женском теннисном соревновании на уровне национальных сборных. Впервые приняла участие в розыгрыше Кубка Федерации в 1992 году, лучший результат — выход в плей-офф I Мировой группы в 2010 году.

## Рекорды и статистика

### Команда
- Первый год выступлений — 1992
- Лет в Мировой группе — 2 (1-1)
- Лучший результат — плей-офф I Мировой группы (2010)
- Самый длинный матч — 8 часов 50 минут ( Эстония —  Чехия 2:3, 2004)
  - Наибольшее количество геймов в матче — 131 ( Эстония —  Чехия 2:3, 2004)
- Самая длинная игра — 3 часа 23 минуты ( Мадалина Гойня —  Кайя Канепи 6:3, 6:73, 6:4, 2006)
  - Наибольшее количество геймов в игре — 39 ( Марет Ани —  Барбора Стрыцова 6:73, 7:5, 6:8, 2004)
- Наибольшее количество геймов в сете — 14 (4 разных игры)
- Самая крупная победа (в матчах из 5 игр) — 8:2 по сетам, 58:29 по геймам ( Эстония —  Аргентина, 2010)
- Самая крупная победа (в матчах из 3 игр) — 6:0 по сетам, 36:2 по геймам ( Эстония —  Лесото, 2000)
- Самая длинная серия побед — 9 (2008—2010, включая победы над командами Греции, Литвы, Ирландии, ЮАР, Болгарии, Хорватии, Белоруссии, Израиля и Аргентины и выход в плей-офф I Мировой группы)

### Игроки
- Наибольшее количество сезонов в сборной — 13 (Марет Ани, Маргит Рюйтель)
- Наибольшее количество матчей — 46 (Марет Ани)
- Наибольшее количество игр — 68 (Марет Ани, 43-25)
- Наибольшее количество побед — 43 (Марет Ани, 43-25)
  - В одиночном разряде — 28 (Кайя Канепи, 28-11)
  - В парном разряде — 23 (Марет Ани, 23-6)
  - В составе одной пары — 11 (М. Ани/К. Канепи, 11-3)
- Самый молодой игрок — 14 лет 204 дня (Лийна Суурварик, 8 мая 1995)
- Самый возрастной игрок — 32 года 21 день (Илона Полякова, 22 апреля 2005)

## Состав в 2023 году
- Анетт Контавейт
- Елена Малыгина
- Ингрид Неэл
- Майлеэн Нууди
- Лаура Рахнел

Капитан — Мартен Тамла

## Недавние игры
| Дата           | Место игры         | Группа                                    | Соперницы         | Счёт |
| -------------- | ------------------ | ----------------------------------------- | ----------------- | ---- |
| 15 апреля 2023 | Оэйраш, Португалия | Плей-офф II Европейско-африканской группы | Греция            | 0:2  |
| 14 апреля 2023 | Оэйраш, Португалия | II Европейско-африканская группа          | Грузия            | 3:0  |
| 13 апреля 2023 | Оэйраш, Португалия | II Европейско-африканская группа          | Литва             | 2:1  |
| 12 апреля 2023 | Оэйраш, Португалия | II Европейско-африканская группа          | Ирландия          | 3:0  |
| 11 апреля 2023 | Оэйраш, Португалия | II Европейско-африканская группа          | Республика Косово | 3:0  |
| 10 апреля 2023 | Оэйраш, Португалия | II Европейско-африканская группа          | ЮАР               | 3:0  |